# Lea Ann Parsley
Lee Ann Parsley, née le 12 juin 1968 à Logan, est un skeletoneuse américaine. Elle gagna la médaille d'argent aux Jeux olympiques de 2002 à Salt Lake City derrière sa compatriote Tristan Gale, réalisant cette année-là un doublé américain.

## Palmarès

### Jeux olympiques d'hiver
- Jeux olympiques de 2002 à Salt Lake City (États-Unis) :
  -  Médaille d'argent.